# Amalgame d'aluminium
Un amalgame d'aluminium est un alliage d'aluminium en solution dans le mercure (amalgame). Il peut être préparé en broyant des granulés d'aluminium dans du mercure ou en laissant un fil d'aluminium réagir avec une solution de chlorure de mercure(II) HgCl2 dans l'eau,. Il s'agit d'un réducteur, utilisé notamment pour convertir des imines en amines : l'aluminium intervient comme donneur d'électrons et le mercure comme milieu de transfert d'électrons.

## Réactions
L'aluminium exposé à l'air est généralement protégé par une fine couche d'alumine Al2O3 qui isole l'aluminium du mercure et l'empêche de former un amalgame. Une fois que la réaction commence, par exposition d'aluminium débarrassé de sa couche de passivation, le mercure peut amalgamer une grande quantité d'aluminium.
La réactivité des amalgames d'aluminium est à l'origine des restrictions de manipulation de mercure à proximité d'installations en aluminium. C'est par exemple le cas dans les avions, à bord desquels le transport de mercure est réglementé, n'autorisant le transport de baromètres et thermomètres à mercure que s'ils sont contenus dans un récipient résistant et parfaitement étanche. 